# Фрегати типу MEKO 200

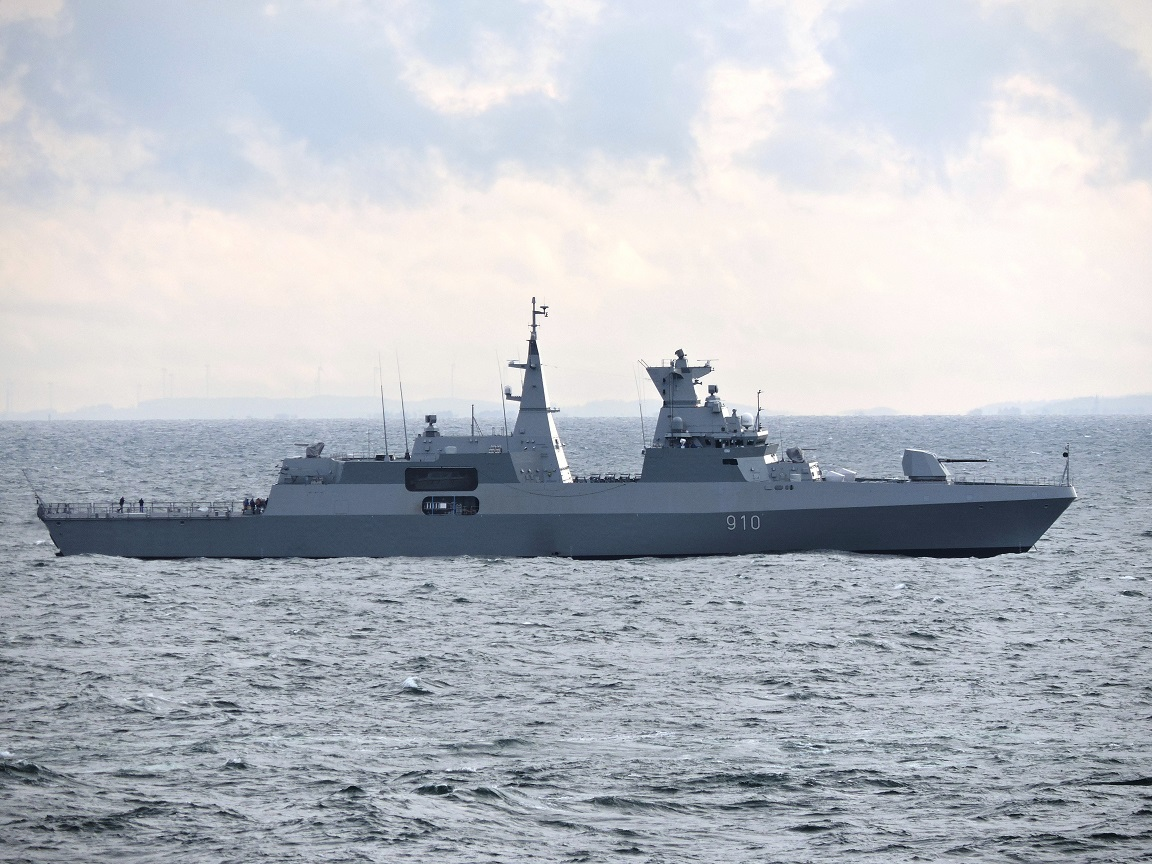
Фрегат типу MEKO 200

Фрегати типу MEKO 200 - тип фрегатів, розроблений німецькою суднобудівною компанією Blohm + Voss. Частина сімейства бойових кораблів MEKO. Існує кілька модифікацій, створених в інтересах різних інозамовників. Перебувають на озброєнні ВМС Австралії, Алжиру, Туреччини, Греції, Португалії, Південно-Африканської Республіки та Нової Зеландії.

## Оператори
- Австралія: 8 MEKO 200 (Anzac клас)
- Туреччина: 8 MEKO 200TN (4 x Yavuz class, 4 x Barbaros клас)
- Греція: 4 MEKO 200HN (Hydra клас)
- ПАР: 4 MEKO A-200SAN (Valour клас)
- Португалія: 3 MEKO 200PN (Vasco da Gama клас)
- Нова Зеландія: 2 MEKO 200 (Anzac клас)
- Алжир:  2+2 MEKO A-200 AN [1][2]